# Ниоми Бенкс
Ниоми Бенкс (на английски: Nyomi Banxxx) е американска порнографска актриса, родена на 14 октомври 1972 г. в Чикаго, щата Илинойс, САЩ.
Поставена е на 22-ро място в класацията на списание „Комплекс“ – „Топ 50 на най-горещите чернокожи порнозвезди за всички времена“, публикувана през септември 2011 г.
Водеща е на церемонията по връчване на наградите Urban X през 2012 г.

## Награди и номинации
- 2011: Номинация за XRCO награда за невъзпята сирена.[5][6]
- 2012: Номинация за XRCO награда за най-добра актриса.[7]